# Tak and the Power of Juju
Tak and the Power of Juju — компьютерная игра 2003 года, разработанная Avalanche Software и изданная THQ для GameCube, PlayStation 2 и Game Boy Advance. Игра была выпущена в Северной Америке 15 октября 2003 года и в Европе 12 марта 2004 года.

## Игровой процесс
Данная игра — платформер, в которой игрок управляет Таком, который может прыгать, атаковать и взаимодействовать с животными, чтобы преодолевать препятствия. Здоровье игрока представлено пером на голове Така и, наряду с силой, может быть восстановлено путем сбора перьев, найденных по всему окружению.

## Сюжет
Согласно древнему пророчеству, Лунное Джуджу, хранитель народа Пупануну, будет ослаблено злым Тлалоком — обиженным шаманом Пупануну, стремящимся превратить соплеменников в овец в отместку за то, что на пост верховного шамана вместо него был назначен Джибольба. Однако воин, обученный верховным шаманом, восстановит силы Лунного Джуджу, победит Тлалока и вернёт мир народу Пупануну.
В настоящее время Тлалок превращает народ Пупануну в овец и похищает Лунные Камни, которые Лунное Джуджу использует для защиты племени от зла. Джибольбе удаётся избежать заклинания Тлалока. Он полагает, что его ученик Лок является воином из пророчества. Однако при подготовке к отправлению на задание обнаруживается, что Лок, по-видимому, был превращён в овцу. Джибольба направляет своего младшего ученика Така на поиски волшебных растений для обратного превращения, хотя позже выясняется, что в овцу был превращён не Лок, а его помощник Тобар. Джибольба поручает Таку раздобыть Духовную Погремушку, дающую возможность общаться с духами Джуджу, в то время как сам отправляется искать Лока.
Вернувшись с Погремушкой, Так узнаёт, что Лок погиб, затоптанный стадом овец. Джибольба даёт Таку задание собрать сотню магических Йорбелей и вызволить дух Лока из потустороннего мира, что даёт возможность воскресить Лока. Однако из-за того, что Лок страдает от диареи как побочного эффекта воскрешения, именно Так отправляется на поиски Лунных Камней, пока Лок восстанавливается. Так возвращает Камни и восстанавливает силу Лунного Джуджу. Лунное Джуджу открывает истину: воином из пророчества является не Лок, а сам Так. Применив магию Джуджу, Так одерживает победу над Тлалоком и превращает его в овцу, тем самым исполняя древнее предсказание.

## Разработка
Автором концепции Tak and the Power of Juju был Джон Блэкберн, генеральный директор Avalanche Software, который сформулировал идею ещё в 1995 году, и представил в 1998 году. Игра задумывалась как естественный платформер в природной среде, избегающий стандартных видеоигровых клише. В ней планировалось реализовать сложные головоломки и препятствия с несерьёзным подходом — в противовес другим играм того времени, которые упрощали игровой процесс слишком очевидными головоломками. Разработкой занималась компания Avalanche Software для платформ PlayStation 2, GameCube и Game Boy Advance под маркой Nickelodeon, а издателем выступила THQ. Такой подход был беспрецедентным для того времени, поскольку игра являлась оригинальной, а не основанной на существующем шоу или фильме.
Маркетинговый бюджет игры составил 8,7 миллиона долларов.

## Критика
| Сводный рейтинг | Сводный рейтинг | Сводный рейтинг | Сводный рейтинг |
| Издание         | Оценка          | Оценка          | Оценка          |
| Издание         | GBA             | GC              | PS2             |
| --------------- | --------------- | --------------- | --------------- |
| GameRankings    | 62,74 %         | 73,90 %         | 72,50 %         |

Tak and the Power of Juju получила «смешанные» или «средние» отзывы, согласно агрегатору рецензий Metacritic.